# Karijawa
Karijawa is een bestuurslaag in het regentschap Dompu van de provincie West-Nusa Tenggara, Indonesië. Karijawa telt 3580 inwoners (volkstelling 2010).